# Jacques Rouffio
Jacques Rouffio (14. srpna 1938 Marseille – 8. července 2016) byl francouzský režisér.

## Filmografie

### Režie
- 1967 – L'Horizon
- 1976 – Sept Morts sur ordonnance
- 1977 – Violette et François
- 1978 – Le Sucre
- 1982 – Poutnice ze Sans-Souci (La Passante du Sans-Souci
- 1986 – Mon beau-frère a tué ma sœur
- 1986 – L'État de grâce
- 1989 – L'Orchestre rouge
- 1994 – V'la l'cinéma ou le roman de Charles Pathé (TV)

### Scenárista
- 1976 – René la Canne, režie Francis Girod